# Specificità (sport)
La Specificità (Specificity) o principio del SAID (Specific Adaptions to Imposed Demands, ovvero Adattamento Specifico alla Domanda Imposta) è un principio fondamentale dell'attività sportiva secondo cui gli adattamenti indotti dall'esercizio fisico sono specifici dell'allenamento fisico svolto. Nella teoria dell'esercizio coi pesi, esso rappresenta uno dei tre principi fondamentali assieme alla periodizzazione e al sovraccarico progressivo.

## Definizione
Nell'esercizio fisico, la specificità si riferisce agli adattamenti nelle funzioni metaboliche e fisiologiche che dipendono dal tipo e dalla modalità di sovraccarico imposto. In generale, gli adattamenti indotti dall'esercizio sono specifici del tipo di esercizio svolto. Alcuni fisiologi dello sport identificano questo fenomeno come il principio del SAID, acronimo che sta per "Specific Adaptions to Imposed Demands", ovvero "Adattamento Specifico alla Domanda Imposta".
Ad esempio, uno stress imposto da un esercizio anaerobico (cioè l'esercizio di forza e potenza) porta a specifici adattamenti migliorando l'abilità di generare forza e potenza muscolare, ma non migliora la prestazione di endurance aerobica. Uno stress imposto invece da un esercizio aerobico di endurance provoca specifici adattamenti dei sistemi aerobici (ad esempio rendendo le fibre muscolari più piccole e più ossidative) ma non migliora la forza o la potenza. Ciò nonostante, il principio della specificità si estende oltre questo concetto generale. L'esercizio aerobico, ad esempio, non rappresenta una singola entità che richiede solo lo stress cardiovascolare. L'esercizio aerobico che coinvolge specifici muscoli nella prestazione desiderata migliora efficacemente anche la prestazione in altri sport aerobici come il nuoto, la bici, la corsa e gli esercizi per la parte superiore del corpo. Un altro esempio è l'adattamento indotto da due differenti esercizi nell'allenamento coi pesi. I guadagni di forza in un esercizio (come lo squat) non mostrano particolari miglioramenti su altri esercizi che coinvolgono parzialmente le stesse masse muscolari (leg extension) a causa delle differenze nel reclutamento delle fibre muscolari.
Gli adattamenti specifici indotti dall'esercizio coi pesi sono dipendenti dal muscolo coinvolto nello sforzo, dalla velocità del movimento (speed of movement), dal range di movimento (ROM), dai gruppi muscolari coinvolti, dai sistemi energetici attivati e dall'intensità e dal volume di allenamento. Queste considerazioni forniscono delle basi concrete e razionali per far comprendere la necessità di un'analisi accurata prima di impostare un programma di allenamento coi pesi. Una volta identificato l'obiettivo o la necessità dell'atleta, deve essere tenuto conto di queste per poter elaborare un programma specifico che porti al raggiungimento dei risultati ricercati.